# Београдски мадригалисти
Београдски мадригалисти је хорски ансамбл, чији је оснивач диригент Милан Бајшански. 

## Историја
Хор је настао 1951. године из хора Радио - Београда 2. Убрзо се развио у вокално тело изразитог смисла за стилски чисту интерпретацију дела прошлих епоха. Ту су, пре свега, мадригали, мотети, ренесансна и барокна музика енглеских, француских, италијанских и немачких мајстора, духовне композиције домаћих и страних аутора, национални репертоар, али и савремене композиције и њихова модерна стремљења.
Димитрије Стефановић, 1961. године, преузима вођство хора. Он је заслужан за многа прва извођења до тада код нас непознатих композиција.
Уводи капитална дела наше духовне музике, дела Мокрањца, Маринковића и Христића, која се изводе и данас као најзначајнији део програма којим се Мадригалисти поносе. Његова је заслуга што су Мадригалисти први извели прву српску композицију „Ниња сила небесние” од Кир Стефана Србина (XV век). Певао се и читав низ дивних енглеских мадригала. Хор је наступао у Оксфорду, у колеџу Маргарет Хол. Програм је преносила британска радио-телевизија ББЦ у оквиру културног програма. 1961. Хор наступа на Конгресу византолога у Охриду. Затим су ту и наступи на Сомборским вечерима, у Задру на Вечерима Св. Доната (1963), на фестивалима у Брну и Братислави. Врхунац рада др Димитрија Стефановића и Мадригалиста јесте освајање првог места на међународном такмичењу 1962. у Ланголену, као и освајање јубиларне награде у Арецу исте године.
Димитрија Стефановића је наследио Војислав Илић 1964. године. Његова је заслуга што су Мадригалисти, први од свих хорова, извели једно од највећих дела класичне југословенске хорске музике – Литургију Св. Јована Златоустог од Стевана Мокрањца. Ово капитално дело је Хор извео на међународном фестивалу 'Sagra musicale' у Перуђи (1966), када добија највећа признања. Илић је у репертоар Хора уврстио низ нових италијанских и француских мадригала, од којих су Монтевердијеви били најтежи и најлепши.
Од 1966. године, хор преузима Душан Миладиновић, диригент међународног угледа, директор и дугогодишњи први диригент београдске опере, професор Музичке академије, композитор, врсни познавалац светске и домаће хорске литургије, пружио је Хору многоструке прилике да се још више искаже и уметнички докаже и потврди. Хор проширује свој репертоар новим композицијама из националне баштине световног и духовног карактера, многим праизвођењима савремених стваралаца, духовним композицијама руских аутора и великим вокално-инструменталним делима светске литературе. Београдски мадригалисти су први од свих хорова, давне 1967. године, извели концертно Литургију Св. Јована Златоустог Стевана Мокрањца, на Коларчевом универзитету, у време када се на извођење такве музике гледало са одбојношћу, подозрењем и презиром. На истом месту било је и концертно праизвођење Литургије Св. Јована Златоустог Марка Тајчевића. За оба ова дела возглас и јектенија је написао Душан Миладиновић. Значајна делатност под његовом управом била је и снимање ЛП Плоча великих хорских дела. Остварена су многобројна гостовања у европским земљама и музичким метрополама, а започета су на фестивалу духовне музике 1969. године у Лиону, у катедрали Св. Јована.
Маестро Миладиновић је свој највиши уметнички домет са Хором постизао и уз помоћ својих асистената, од којих је многима рад са Хором био од значаја за почетак уметничке каријере. То су: Златан Вауда, Драгомир Радивојевић, Александар Пандуровић, Станко Шепић, Миодраг Јаноски, Иво Дражинић, Милош Павловић, Валентин Гамбоц, Владимир Милосављевић, Бојан Суђић и Жељка Јовановић.
Од 1993. до 2004. године, на месту диригента и уметничког руководиоца био је Владимир Милић.
Александар Саша Спасић, је дириговао хором од 2005. до 2007. године.
Листа диригената који су радили са Хором до данас, не би била потпуна, када у њу не бисмо унели и оне уметнике који су својим ауторитетом помогли Хору у његовом развоју, макар и у најкраћем временском периоду. То су: Светлана Пашћан, Ламбра Димитријевић, Душан Костић и Ангел Шурев. Поред овде поменутих диригената, Хором су дириговали и многи гости из земље и иностранства.
Од 2008. године, на месту диригента је Александар Брујић.
Међу освојеним признањима се посебно истичу прве награде у Арецу, Ланголену, Перуђи, Братислави и Брну.
У оквиру отварања изложбе „Средњовековне уметности у Срба”, Београдски мадригалисти 1970. године први пут наступају у Риму. Поред два концерта у сали „Гонфалоне” и телевизијског снимања за РАИ, наступио је Хор и у цркви Св. Петра пред папом Павлом VI. Мадригалисти су једини хор који је имао ту част да одржи концерт у овој великој катедрали певајући притом искључиво православну духовну музику, што је свакако јединствен куриозитет.
У овом изузетно плодном периоду Мадригалисти су наступали у Паризу, Немачкој, некадашњем Совјетском Савезу (Москва, Лењинград, Вилнус, и Тбилиси), Белгији, Румунији, Холандији, Данској, Бугарској, али и на Дубровачким летњим играма, Охридском лету, БЕМУС-у, Нишким хорским свечаностима, НОМУС-у, Мокрањчевим данима, Бранковом колу и многим другим реномираним фестивалима у земљи и иностранству.

## Дискографија
- LP 1967. Стеван Мокрањац: Литургија Св. Јована Златоустог; диригент Душан Миладиновић; солиста Жарко Цвејић, бас
- LP 1967. Стеван Мокрањац: Литургија Св. Јована Златоустог; диригент Душан Миладиновић; солиста Жарко Цвејић, бас
- LP 1967. Стеван Мокрањац: Литургија Св. Јована Златоустог; диригент Душан Миладиновић; солиста Жарко Цвејић, бас
- 2CD 2009. Београдски мадригалисти - 55 година; диригент Александар Спасић; солисти: Јелена Ракић, сопран; Драгана Станковић, мецосопран; Љубомир Поповић, тенор; Марко Калајановић, баритон; Томислав Витаз, баритон; Софија Гргур, оргуље